# 박병욱
박병욱(?~)은 대한민국의 통계학자이자, 서울대학교 교수이다.
그는 한국과학기술한림원과 수리통계학회의 회원이며, 2018년에는 수리통계학회로부터 카버 메달(Carver Medal)을 받았다.2019년에는 통계학자 최초로 인촌상을 수상했으며, 2021년에 한국통계학회의 회장으로 선임되었다.